# Domenico Pizzamano
Domenico Pizzamano (Corfù, 6 marzo 1748 – Venezia, 12 dicembre 1817) è stato un politico e ammiraglio italiano.

Ritratto di Domenico Pizzamano by Alessandro Longhi, in Museo Correr

Patrizio veneziano, trascorse tutta la vita nella marina militare della Repubblica di Venezia.

## Biografia
Nacque a Corfù da Nicolò, provveditore e capitano dell'isola, e da Lucrezia Diedo.
Entrò a far parte del Maggior Consiglio a vent'anni per avere estratta la balla d'oro il giorno di Santa Barbara del 1768.
Nel 1775 divenne Capitano della città di Sebenico
Negli anni 1770 conobbe Isabella Teotochi Albrizzi, allora adolescente. Nacque un intenso amore reciproco. Ma i genitori di Isabella, dopo aver indagato su Domenico, non lo ritennero un buon partito per la loro figlia.
Nel 1783 divenne Provveditore a Corfù, dove sposò Marina Marin, del ramo di S. Moisè, che gli portò in dote 5 000 ducati.
Nel 1782 divenne savio alle decime di Rialto., poi Giudice del Mobile nel 1780 e, nel 1788, giudice al cattaver.
Le truppe francesi, comandate da Napoleone Bonaparte, dopo avere occupato il Piemonte e la Lombardia, erano entrate nello stato veneto, conquistando Peschiera e Verona. La Repubblica di Venezia aveva cercato di mantenere una neutralità disarmata, ma davanti al precipitare degli eventi, il 2 giugno 1796, prese provvedimenti in difesa della capitale.
Il Provveditore alle lagune ed ai lidi, Giacomo Nani, chiamò in aiuto i nobili per la difesa della città; si presentarono in diciotto.
Domenico Pizzamano era uno di questi e il 23 giugno fu deputato al comando del Forte di Sant'Andrea, alle bocche del porto del Lido.
Il 18 luglio fu nominato provveditore sopra conti, sempre però rimanendo destinato al Lido.
Già nell'estate 1796 il Senato avesse deciso di vietare alla navi armate di altre nazioni di entrare nella laguna.
Di questo era stata data comunicazione al ministro della repubblica francese.
Pizzamano diramò speciali istruzioni sul comportamento delle imbarcazioni in avvicinamento, vietando l'ingresso a quelle con armamenti a bordo, usando se necessario la forza.
Per la difesa del porto aveva a disposizione due galere: la galera bastarda Palma, comandata dal sopracomito Giovanni Antonio Bragadìn e la Fortuna (detta Bella Chiaretta), comandata dal sopracomito Rinaldo Morosini e due galeotte, l'Annetta Bella, equipaggiata da una compagnia di perastini, diretta dal capitano conte Alvise Viscovich e una galeotta alle dipendenze del capitano Malovich.
Al calare della sera del 20 aprile 1797 la sentinella del Forte di Sant'Andrea scorgeva tre imbarcazioni in avvicinamento. La giornata era piovosa e il vento e le correnti marine erano a favore delle imbarcazioni. La più vicina era il Liberateur d'Italie, un tartanone con 8 cannoni (6 da 4 libbre e 2 da 10 libbre), 38 uomini di equipaggio e 4 passeggeri, che il governo francese aveva armato mettendolo agli ordini di Jean Baptiste Laugier e aggregandolo alla flottiglia francese dell'Adriatico comandata dal capitano di fregata Sibille.
Il Laugier aveva obbligato, verso Caorle, il settantenne pescatore chioggiotto Domenico (Ménego) Lombardo a salire a bordo della sua imbarcazione per fare da pilota verso il porto di Venezia. Gli promisero una grossa ricompensa se collaborava, ma lo minacciarono di morte se si rifiutava. Il Lombardo informò il Laugier sul divieto assoluto d'ingresso nel porto di qualsiasi legno armato straniero, ma non fu ascoltato.
All'avvicinarsi l'imbarcazione capofila, il Libérateur d'Italie che batteva bandiera della repubblica francese, sparò nove colpi di cannone, secondo alcuni erano colpi a salve per salutare secondo le consuetudini la bandiera veneta, secondo altri per ingaggiare battaglia.
Domenico diede ordine a due lance di accostare i legni invasori intimando loro di invertire la rotta e ritornare al largo.
Quando l'ufficiale veneziano comunicò al comandante dell'imbarcazione l'ordine del Pizzamano, il Laugier in modo arrogante rispose di non essere disposto affatto a tener conto del divieto. 
Domenico ordinò che dal forte di Sant'Andrea facessero due tiri di volata
per intimorire gli invasori. I due legni che seguivano il Libérateur d'Italie invertirono la rotta.
La galeotta comandata dal Viscovich entrò in contatto con il Libérateur, non è chiaro se a causa di una manovra errata o della corrente.
Ne seguì una battaglia confusa in cui morirono cinque membri dell'equipaggio dell'imbarcazione francese, tra cui lo stesso capitano Laugier, otto restarono feriti e trentanove vennero fatti prigionieri. 
Sette bocchesi ebbero ferite non gravi ed uno fu ridotto in fin di vita. Il pilota chioggiotto riportò ferite mortali.
Il Pizzamano inviò una relazione sull'accaduto al senato della repubblica.
Il ministro della repubblica francese a Venezia Jean-Baptiste Lallement mandò una violenta nota al Senato veneziano, chiedendo l'arresto del Pizzamano, la restituzione della nave e dei prigionieri.
Domenico, che in un primo tempo era stato elogiato per il suo comportamento, fu poi imprigionato per accontentare i francesi.
Per intercessione del vescovo di Treviso Bernardino Marin, suo parente, ottenne la grazia da Napoleone. Era accaduto infatti che Giuseppina di Beauharnais, moglie di Napoleone, e l'Imperatore stesso erano stati ospitati dal vescovo e Napoleone volle sdebitarsi della ottima accoglienza ricevuta.
Dopo una formale supplica a Bonaparte in cui chiedeva clemenza fu rimesso in libertà il 26 ottobre 1797.
Domenico Pizzamano mori a Venezia la sera del 12 dicembre 1817 dopo una malattia di vari mesi. Abitava in S. Silvestro nella calle de la Donzella al N. 694.
Suo figlio, Nicolò Spiridione, nato il 5 giugno 1785 morì tre anni dopo il 5 febbraio 1820. Si era occupato di arte e restaurò i mosaici del Giudizio Universale nell'ingresso principale nella Chiesa di San Marco.
La moglie restò con le due figlie, Lucrezia Maria e Antonietta Caterina, che godevano della pensione nobiliare.
La famiglia si spense con la morte di Antonietta Caterina, il 24 agosto 1887. Il ritratto ad olio di suo padre, opera attribuita ad Alessandro Longhi, che possedeva, è ora [2013] a Ca' Rezzonico.
Un altro patrizio veneto che portava il nome Domenico Pizzamano, trovandosi in difficoltà economiche, cercò di farsi passare per il comandante del forte di Sant'Andrea e in tal modo sfruttare la compassione dei veneziani. Questo Domenico Pizzamano era nato da Antonio e Palma Rosalem il 12 novembre 1752 a Budua, dove il padre era podestà. Nel 1796 sposò Andrianna Milletich di famiglia nobile croata-slava. Morì il 10 marzo 1842.
Sul Forte di Sant'Andrea, nel 1911, venne posta una lapide in ricordo di Pizzamano e dell'avvenimento. Il testo è di Pompeo Gherardo Molmenti: «Da questo forte Domenico Pizzamano respingendo il francese invasore segnò gloriosamente l'ultima difesa della Repubblica di S. Marco – 1797 - La società degli amici dei monumenti pose - 1911».